# 검은몽구스
검은몽구스(Galerella nigrata)는 나미비아 북부와 앙골라 남서부 지역에서 발견되는 몽구스의 일종이다. 원래는 1928년 토마스(Thomas)가 별도의 종으로 기술했으나 나중에 날씬몽구스의 변종 중의 하나로 간주하곤 했다. 그러나 최근 유전학 계통 분석 결과를 토대로 별도의 종으로 상향하여 분류하고 있다.

## 분포 및 서식지
검은몽구스는 나미비아 북서부의 산악 지대와 앙골라 남서부의 특정 서식지에서 산다. 그리고 검은몽구스는 고립된 화강암 잔구에 은신처를 만드는 얼마 안되는 몽구스 종이다.

## 특징
검은몽구스는 털이 완전히 검은 것을 제외하고는 날씬몽구스를 닮았다.

## 먹이
아프리카 남부의 다른 날씬몽구스속 몽구스 종처럼, 검은몽구스는 곤충 속의 쉬파리 번데기와 유충 그리고 파충류와 조류, 작은 포유류 그리고 나무 열매 등 다양한 먹이를 먹는다.